# Římskokatolická farnost Lanžhot
Římskokatolická farnost Lanžhot je jedno z územních společenství římských katolíků ve městě Lanžhot s farním kostelem Povýšení svatého Kříže. 

## Území farnosti
- Lanžhot s farním kostelem Povýšení svatého Kříže

## Historie farnosti

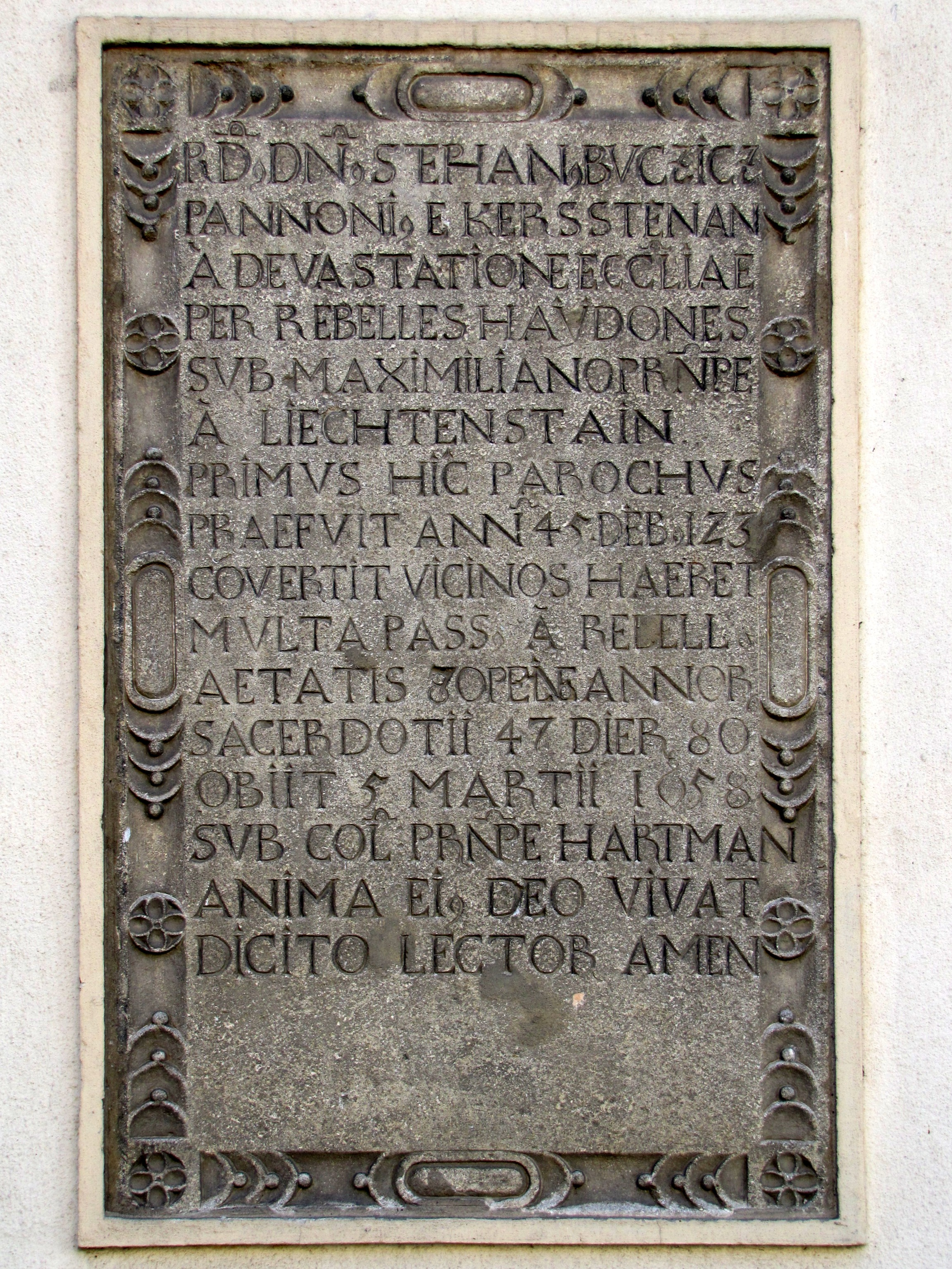
Pamětní deska ze 17. století na severní stěně kostela Povýšení sv. Kříže v Lanžhotě připomíná prvního doloženého katolického faráře Štěpána Bučiče, který během rekatolizace za 45 let a 123 dnů svého působení v obci přivedl zpět do církve cca 123 jinověrců.

Písemný údaj o farním patronátu je v Zemských deskách Markrabství moravského z r. 1373, kdy je zmínka o farní škole a kostele. Fara, stejně jako celá obec, se připomíná v r. 1384. 
V r. 1550 byl v obci vystavěn pravděpodobně jednolodní gotický kostelík se hřbitovem; r. 1565 se zde usadili novokřtěnci, kteří si tady postavili svůj společný dvůr. Ten však byl několikrát vypálen (v letech 1602, 1605 a 1619). Na císařský příkaz museli novokřtěnci v roce 1622 odejít i z Lanžhota. Fara byla po uherských nepokojích v r. 1605 znovu obsazena katolickým duchovním na přelomu let 1612/1613. 
Kostel zaznamenal významné stavební úpravy a opravy v letech 1716–1718, za působení faráře Ondřeje Vaníčka. I přes to však stále více svou kapacitou nedostačoval všem návštěvníkům bohoslužeb, a proto se usilovalo o jeho rozšíření. K tomu došlo až v 90. letech 19. století, přičiněním faráře Dominika Gottwalda. 
V dubnu 1945 obsadila německá vojska věž kostela, ze které si udělali rozhlednu. Při osvobozovacích bojích byla věž ustřelena a zřítila se na zem. Kostel byl znovu opraven a zasvěcen Povýšení sv. Kříže.  V katastrálním území města se nachází také mnoho drobných sakrálních staveb.
Mezi červencem 2018 a březnem 2019 byla zrealizována generální oprava varhan, které následně požehnal tehdy pomocný brněnský biskup Mons. Pavel Konzbul, V plánu je též kompletní sanace kostela (během roku 2025).
Dne 20. prosince 2022 byla zdejší fara poškozena zlodějem (dveře). Díky včasnému zásahu ubytovaného Ukrajince se však žádné vybavení neztratilo.

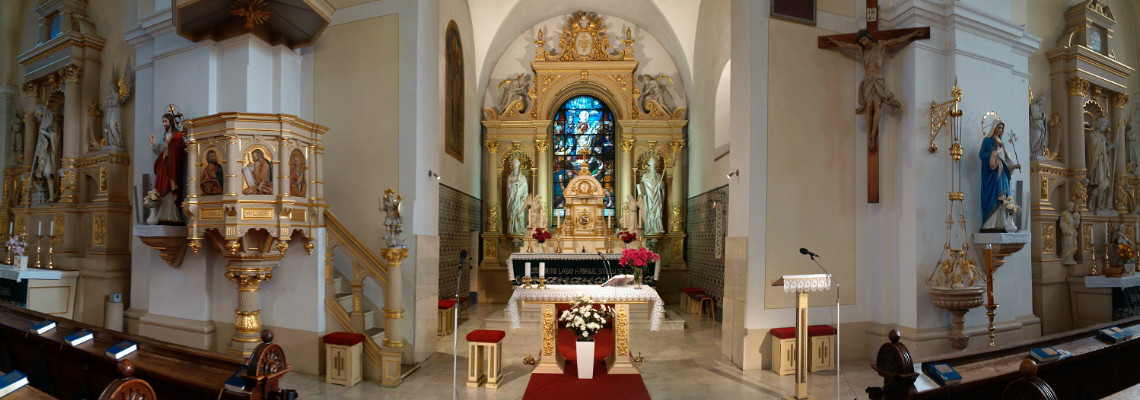
Interiér kostela Povýšení sv. Kříže v Lanžhotě

## Duchovní správa
Prvním doloženým farářem ve farnosti se stal Štěpán Bučič – na přání tehdejšího majitele panství Karla z Lichtenštejna zde byl ustanoven v listopadu 1612. K 1. srpnu 2005 se stal farářem P. František Putna, po něm od srpna 2011 ThLic. Josef Chyba, nynější děkan břeclavského děkanství. K 1. srpnu 2017 byl farářem jmenován P. Pavel Römer, který k 13. lednu 2020 odešel do Velkých Bílovic a v Lanžhotě zůstal materiálním správcem. Duchovní správu ke stejnému dni převzal P. Robert Prodělal, farář farnosti Tvrdonice. Od 1. ledna 2022 se stal plnohodnotným administrátorem excurrendo.
Od ledna 2024 působí ve farnosti jako výpomoc kněží-senioři Karel Janoušek a Gejza Veselý, kteří přišli z Valtic a v Lanžhotě jsou na odpočinku.

## Bohoslužby
| Kostel             | Místo   | Den                          | Čas                                               | Poznámka     |
| ------------------ | ------- | ---------------------------- | ------------------------------------------------- | ------------ |
| Povýšení sv. Kříže | Lanžhot | středa čtvrtek sobota neděle | 18:30 18:30*) / 17:00 18:30 (s neděl. plat.) 9:00 | Farní kostel |

- V době, kdy nebyla možná účast věřících na bohoslužbách, se přenášely bohoslužby přes Youtube či prostřednictvím místního infokanálu, a to nedělní mše svatá v 10:00.
- *) V době letních prázdnin.

## Aktivity ve farnosti a obecné informace

### Život farnosti
Ve farnosti nyní funguje ekonomická a pastorační farní rada. Farnost pořádá Farní odpoledne (pro farníky i veřejnost; vždy koncem srpna) či každoroční pouť na Svatý Hostýn (tradičně v říjnu).

### Výuka náboženství
Výuku náboženství ve farnosti ve školním roce 2021/2022 pro 1. a 2. ročník ZŠ zajišťovala a stále zajišťuje katechetka Věra Hostinová, pro 3. a 4. ročník katechetka Lenka Poláčková a pro děti od 5. ročníku ZŠ P. Robert Prodělal. V roce 2022/2023 tomu bylo také tak, od šk.r. 2023/2024 vystřídala Lenku Poláčkovou katechetka Markéta Šuláková. Výuka probíhá na faře, stejný stav pokračuje i ve šk.r. 2024/2025.

### Svátost biřmování
Svátost biřmování proběhla ve farnosti od počátku 20. století již několikrát, a to v letech 1909, 1913, 1927, 1933, 1944, 1960, 1969, 1983, 1992, 1997, 2004, 2011 a 2016. Nejméně osob přistoupilo r. 2016 (47), nejvíce pak r. 1944 (806). Od počátku r. 2024 probíhá nová příprava, tentokrát by mělo udílení proběhnout 31. srpna 2025. Biřmovat má dle předběžného plánu diecézní biskup brněnský Mons. Pavel Konzbul.

### Významné dny
Dnem vzájemných modliteb farností za bohoslovce a bohoslovců za farnosti brněnské diecéze je 19. květen. Adorační den je na 9. července. Patrocinium kostela připadá na 14. září, dnem jeho posvěcení je 26. říjen 1893.

### Tříkrálová sbírka
Na území farnosti se koná od r. 2000. V roce 2016 se při ní vybralo 104 000 korun. O rok později činil výtěžek sbírky 103 391 korun. V r. 2019 to bylo zaokr. 113 000 a následující rok stejně tak. V r. 2025 se Tříkrálová sbírka formou pochůzky skupin z organizačních důvodů neuskutečnila.

## Primice
Dne 5. července 1975 zde slavil primici R. D. Jiří Čekal, v současnosti (2025) farář v Ratíškovicích. Dne 10. září 2011 pak také svou primici Miroslav Prajka, ten však od r. 2014 již knězem není (krátce působil např. v Budišově u Třebíče).

## Faráři ve farnosti
Toto je seznam farářů a administrátorů, jejichž působení ve farnosti Lanžhot je historicky doloženo. Kaplani, kooperátoři a kaplani pověření dočasnou administrací farnosti uvedeni nejsou.
- Štěpán Bučič (11/1612 – † 5.3.1658)
- Martin Koron (23.5.1667 – 5/1674)
- Jan František Kirchner (4.6.1674 – 23.1.1677)
- Jiří Alexandr Halámek (21.1.1677 – 25.9.1678)
- Jan František Štyvar (3.11.1678 – 20.9.1679)
- Jan Josef Zubík (25.9.1679 – 20.3.1681)
- Jan Adalbert Německý (21.3.1681 – † 1685)
- Michael Švagerka (21.5.1685 – 28.7.1694)
- Jan Ignác Sečkář (29.7.1694 – † 10.4.1711)
- Ondřej Antonín Vaníček (1.6.1711 – † 8.9.1719)
- Matyáš Antonín Konečný (13.10.1719 – 14.7.1720)
- Josef Antonín Kuchyňka (15.7.1720 – † 18.1.1740)
- Josef Sarkander Ryzí (26.3.1740 – 1.6.1755)
- Josef Mikšík (2.6.1755 – † 1.4.1781)
- Jiří Sekora (8.5.1781 – 19.8.1793)
- František Ximenes[8] (20.8.1793 – † 6.10.1815)
- Antonín Bíleček (8.3.1816 – † 9.5.1819)
- Pavel Příhoda (20.10.1819 – 24.8.1853)
- Václav Žďárský (1.9.1853 – 31.1.1857)
- Matyáš Jedlička (1.2.1857 – 28.2.1859)
- Jan Materna (1.3.1859 – 31.10.1863)
- Jan Křtitel Hönigsberger (1.11.1863 – † 22.5.1875)
- P. Dominik Gottwald (1.11.1875 – † 22.6.1904)
- P. Antonín Štourač (5.6.1904 – 30.6.1934)
- P. Antonín Fiala (1.7. – 30.11.1934)
- P. Josef Hübner (1.12.1934 – 15.1.1952)
- P. František Kvasnička (16.1.1952 – 30.4.1960)
- P. Metoděj Sláma (1.5. – 30.9.1960)
- P. František Streit (1.10.1960 – † 17.5.1968)
- P. Josef Valerián (20.5.1968 – 11.5.1976)
- P. Karel Handlíř (12.5.1976 – † 15.9.1979)
- P. Vladimír Stejskal (30.11.1979 – 27.7.2003)
- P. Pavel Holešinský (1.8.2003 – 31.7.2005)
- P. František Putna (1.8.2005 – 31.7.2011)
- ThLic. Josef Chyba (1.8.2011 – 6.8.2017)
- P. Pavel Römer (15.8.2017 – 12.1.2020 farář; 13.1.2020 – 31.12.2021 adm. exc. in mat.)
- P. Robert Prodělal (od 13.1.2020) – administrátor excurrendo in spiritualibus (2020 – 2021) a nynější administrátor excurrendo (od 1/2022), farář v Tvrdonicích.